# Uttwil
Uttwil is een gemeente en plaats in het Zwitserse kanton Thurgau, en maakt deel uit van het district Arbon.
Uttwil telt 1500 inwoners.

## Geboren
- Werner Günthör (1961), Zwitsers atleet

## Foto's

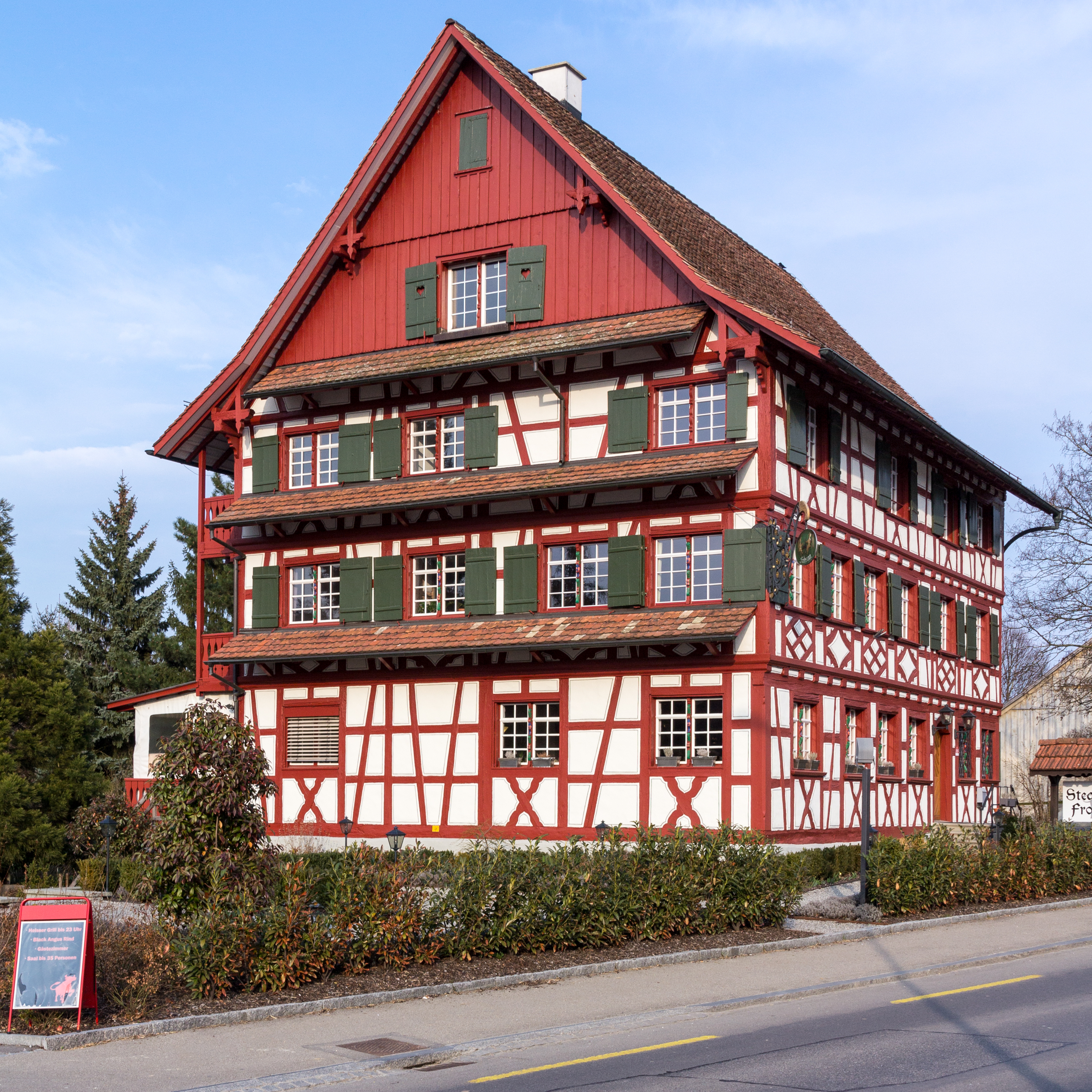
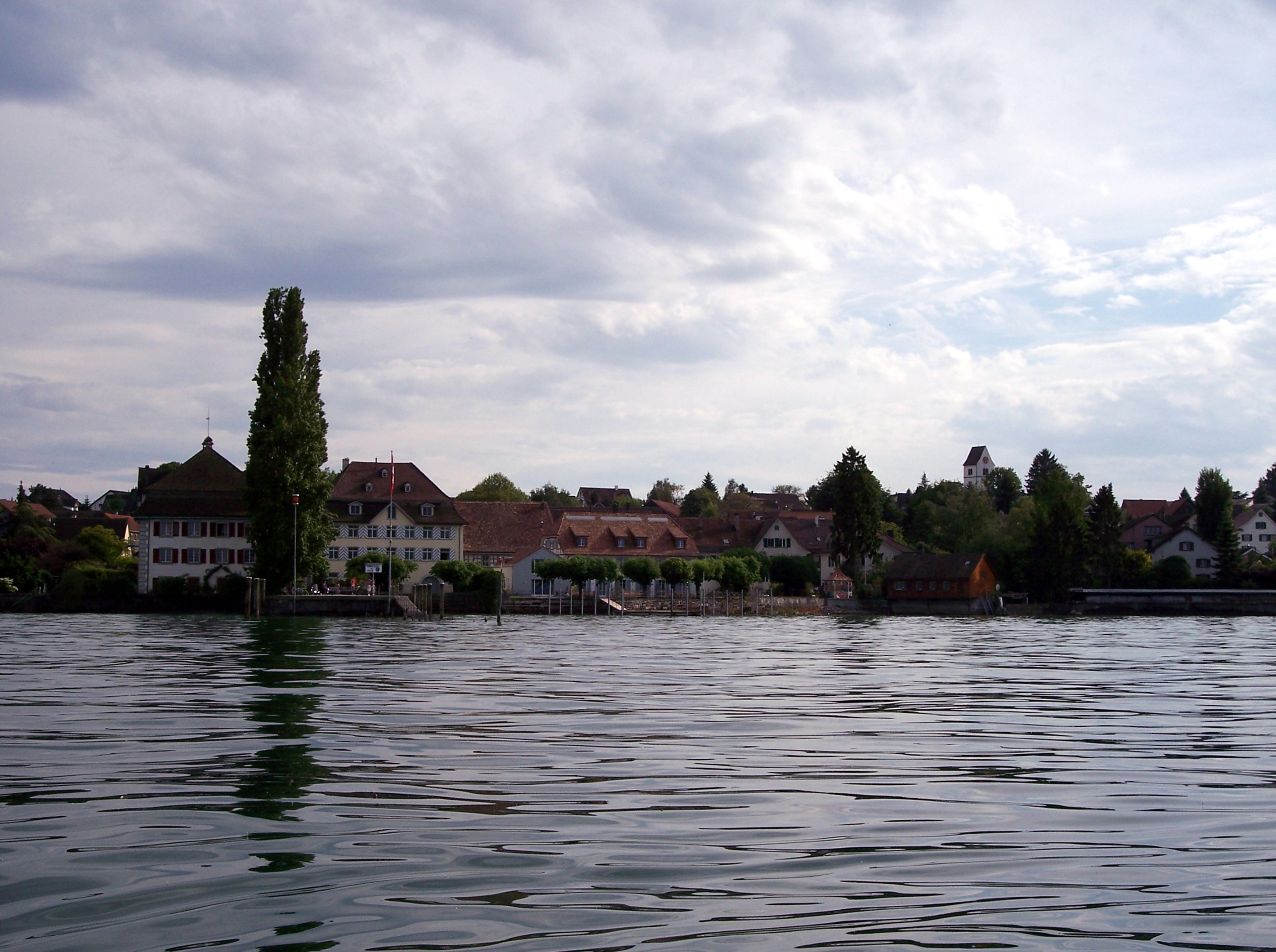
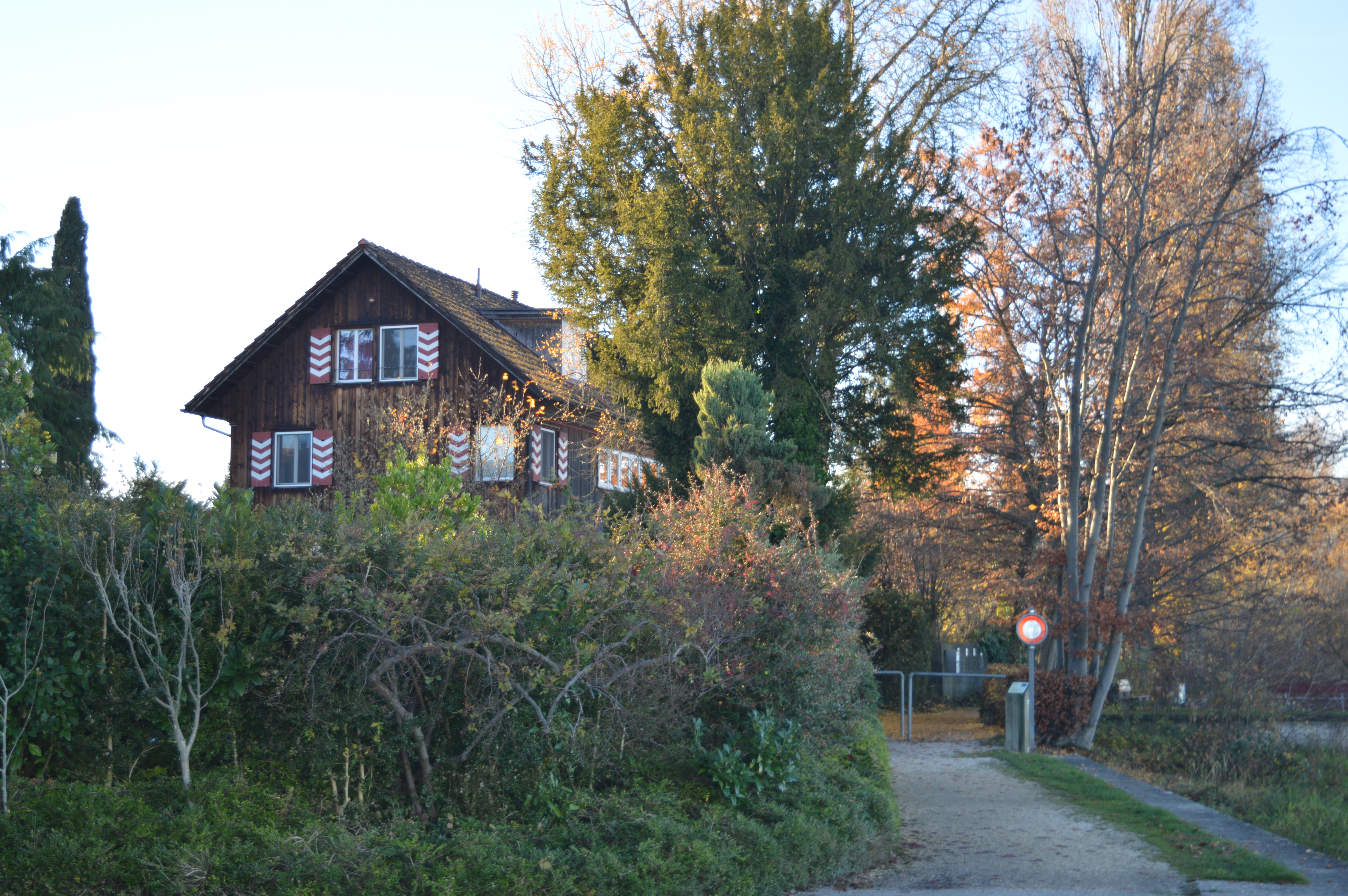